# Último grito
Último grito va ser un singular programa musical de la UHF de TVE, emès a la fi dels anys 60.

## Dues temporades
La idea del programa va sorgir des del propi ens, sol·licitant-li a Pedro Olea que creés un espai musical pensat per a la gent jove. Aquest va contactar amb Iván Zulueta, un director donostiarra de 24 anys conegut en els cercles de l'Escola Oficial de Cinema. El programa, de vint minuts i rodat en 16mm, es va començar a emetre el 22 de maig de 1968 en la UHF, i va estar en antena dues temporades. Durant la primera es va emetre setmanalment de maig a desembre de 1968, ocupant la graella dels dimecres de 10.45 a 11.05, entre Tiempo para creer i Cuestión Urgente. La segona temporada, entre octubre del '69 i gener del '70, s'emetia els dimarts de 23.45 a 24:05. En la seva primera temporada la realització va ser a càrrec d'Iván Zulueta, amb guió i direcció de Pedro Olea. En la segona, no obstant això, no va haver-hi realitzador, exercint Zulueta les labors de guionista i director, amb la col·laboració esporàdica de Ramón Gómez Redondo i Antonio Drove. Tenia com a presentadors a Judy Stephen i José María Íñigo.

## Estructura del programa
El contingut quedava dividit en diverses seccions.

### Ataque a...
En ella, Nacho Artime entrevistava músics de l'època. Emesa només durant la primera temporada.

### Reportajes
La secció de Reportajes s'encarregava de l'actualitat cultural i juvenil, fent més recalcament en què succeïa fora d'Espanya. S'hi tractaven temes tan dispars com el còmic, l'expressió pop o el surf.

### Cinelandia
En Cinelandia es passaven trailers que parodiaven alguns films de l'època, com el de La Marrullera de Santos Maura (referint-se a La Madriguera, de Carlos Saura, emès el 9 de desiembre de 1969) o Un Lugar Peligroso (sobre el cinema de gangsters, emès el 8 de gener de 1970) i també reportatges de temes estrictament cinematogràfics, com el recordatori de James Dean i altres narracions originals com La cerillera huerfanita contra Papá Noel sàtira sobre Papà Noel i els Reis Mags, emesa el 30 de desembre de 1960) o Tienda de discos, rodades càmera en mà, descurant la perfecció formal en favor de la irreverència.

### 33/45
33/45 era la secció musical, on es detallaven les novetats discogràfiques i s'emetien videoclips de producció pròpia, rodats en cinema i en vídeo, de cançons com Something i Get Back dels Beatles, Flowers Hat i Absolutely Freedom dels Mothers of Invention i de Led Zeppelin, entre d'altres.

## Underground i iconoclasta
Últim crit va ser el primer intent (intencionat o no) de TVE, de connectar amb les noves generacions de joves. Es va basar per a això en la cultura anglosaxona, creant un nou llenguatge televisiu. Massa nou per al franquisme, potser. Les seves emissions van cessar després de la substitució, a l'octubre de 1969, de Manuel Fraga com a ministre d'Informació i Turisme per Alfredo Sánchez Bella, més conservador.

## Equip
- Pedro Olea — Creador, guionista i director (durant la 1a temporada).
- Iván Zulueta — Realitzador (durant la 1a temporada), guionista i director (durant la 2a).
- Judy Stephen — Presentadora.
- José María Íñigo — Presentador.
- Nacho Artime — Presentador.
- José Palau — Presentador.